# 州
州 est un sinogramme et un kanji. Il signifie « état », « province », etc. Se prononce zhōu (ㄓㄡ) en mandarin, shū (シュウ) en japonais et ju (주) en coréen.
Son caractère Unicode est 5DDE.